# Минино (Любимский район)
Минино — деревня в Любимском районе Ярославской области.
С точки зрения административно-территориального устройства входит в состав Ермаковского сельского округа. С точки зрения муниципального устройства входит в состав Ермаковского сельского поселения.

## География
Деревня расположена на берегу реки Малая Элнать близ впадения ее в Элнать в 5 км на восток от центра поселения деревни Ермаково и в 26 км на восток от райцентра города Любим.

## История
Близ деревни находился погост Спас на Элнати, на котором была каменная церковь Спас Нерукотворного Образа, построенная в 1810 году на средства прихожан. Храм был разделен на зимнюю и летнюю церкви. В летней церкви находились три престола: Спаса Нерукотворного Образа; в честь Введения в храм Божией Матери; в честь Знамения Божией Матери. В зимней церкви - во имя Святителя и Чудотворца Николая. 
В конце XIX — начале XX века деревня входила в состав Заобнорской волости Любимского уезда Ярославской губернии.
С 1929 года деревня являлась центром Мининского сельсовета Любимского района, с 1960 года — в составе Ермаковского сельсовета, с 2005 года — в составе Ермаковского сельского поселения.

## Население
| 1859 | 1914 | 2002 | 2007 | 2010 |
| ---- | ---- | ---- | ---- | ---- |
| 98   | ↗181 | ↘137 | ↘118 | ↘112 |

## Достопримечательности
Близ деревни расположена недействующая Церковь Спаса Нерукотворного Образа (1810).